# 海上起重作業管理技士
海上起重作業管理技士（かいじょうきじゅうさぎょうかんりぎし）は、社団法人日本海上起重技術協会の行う海上起重作業管理技士認定試験に合格した者。

## 受験資格
- 起重機船、グラブ浚渫船、杭打船、サンドコンパクション船、サンドドレーン船、深層混合処理船、ケーソン製作作業船、コンクリートミキサー船、バックホー及びディパー浚渫船、揚土船に乗船し、海上工事の実務経験年数が7年以上必要で、かつ、その内2年以上作業船団の指揮、監督経験がある者。（学歴は関係なし）

## 試験
- 東京と大阪の2箇所で11月上旬に行われる。

### 試験科目
学科
- 海上工事
- 作業船
- 気象・海象
- 関連法規
- 安全衛生

実技